# Lars Bergström (Eishockeytrainer)
Lars Bergström (* 9. Mai 1956) ist ein schwedischer Eishockeytrainer und war zwischen 2007 und 2009 Cheftrainer der österreichischen Nationalmannschaft.

## Karriere
Als Spieler war Bergström drei Jahre in der schwedischen Division 1, der damals zweithöchsten Spielklasse Schwedens, aktiv: Von 1975 bis 1977 spielte er für den IFK Luleå. Nachdem dessen Eishockeyabteilung sich mit den Eishockeyspielern des Lokalkonkurrenten Luleå SK vereinigten, stand er in der Spielzeit 1977/78 für das Fusionsprodukt GroKo Hockey.
Seine größten Erfolge feierte er als Cheftrainer des österreichischen Eishockey-Rekordmeisters EC KAC aus Klagenfurt, wo er in den Spielzeiten 1999/2000 und 2000/01 den österreichischen Meistertitel gewann. In der zweiten schwedischen Liga gelang ihm mit den Malmö Redhawks in der Saison 2005/06 der Aufstieg in die erstklassige Elitserien.
Zwischen 2007 und 2009 war Bergström österreichischer Nationaltrainer, schaffte nach dem Wiederaufstieg 2008 aber weder den Klassenerhalt der Österreicher in der Top-Division der Weltmeisterschaft, noch die Qualifikation für die Olympischen Winterspiele 2010. Daher wurde sein Vertrag im Juni 2009 nicht verlängert. Anschließend war er bis 2017 General Manager von Luleå HF in der Svenska Hockeyligan, mit dem er 2012 die European Trophy und 2015 die Champions Hockey League gewinnen konnte. Seit 2017 ist er General Manager des Nachwuchsclubs Brooklyn Tigers.